# 蛇鷲
蛇鷲（學名：Sagittarius serpentarius），又名鷺鷹、獵蛇鹫、鶴鷲、捕蛇鹫和秘書鳥，是一種大型及陸生的猛禽。它們是非洲的特有種，一般棲息在撒哈拉以南非洲的草原及大草原。它們是鷹形目下蛇鷲科的唯一物種，蛇鷲科內只有一屬一種。
在南非及蘇丹的紋章上是有蛇鷲的。

## 分類

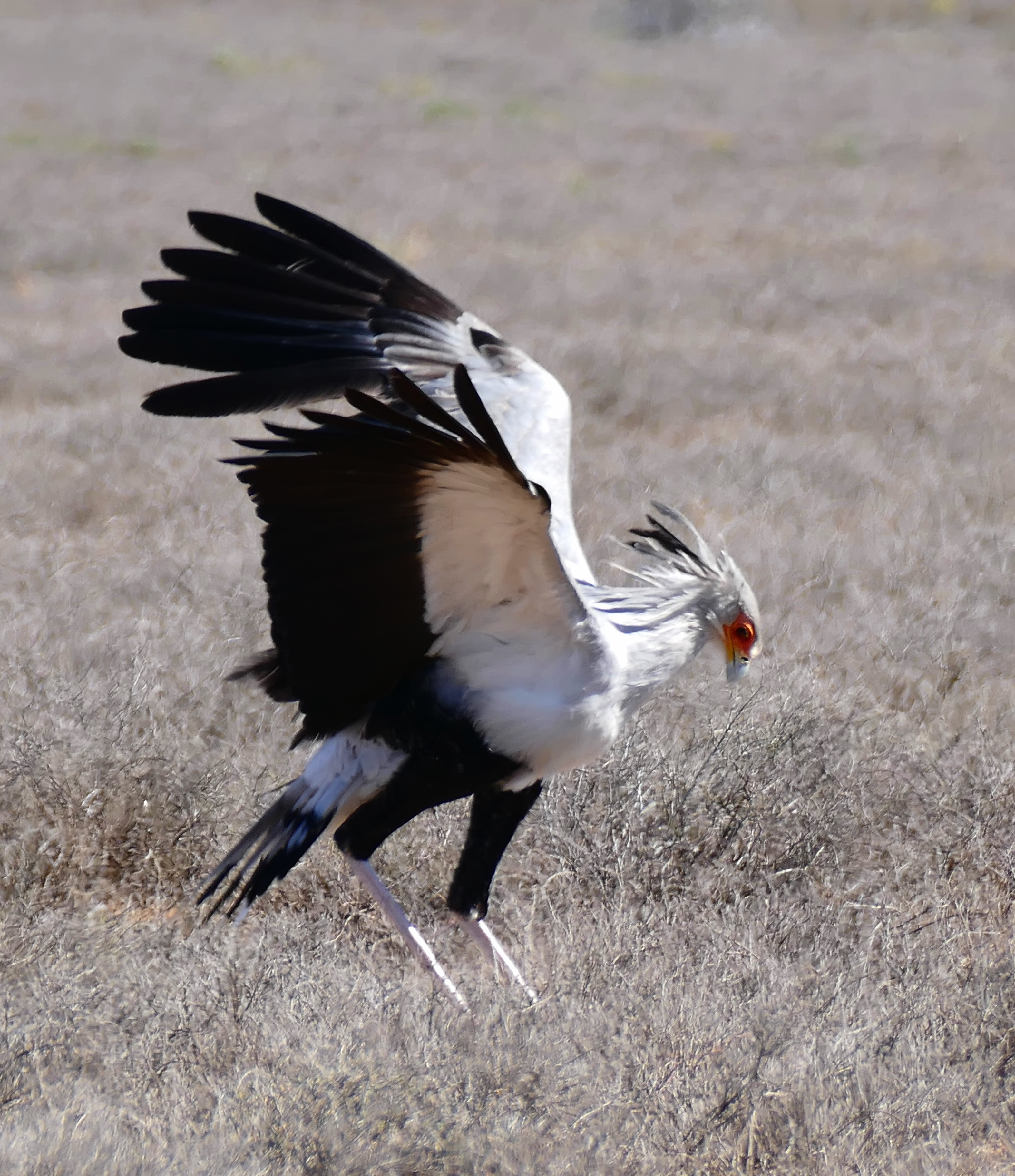
攝於南非肯迪布國家公園

蛇鷲最初是由約翰·弗雷德里克·米勒（John Frederick Miller）於1779年描述，但後來法國自然學家將之分類到自己的屬中。到了1935年，它們被分類到獨立的科下，進一步與其他猛禽疏遠，並得到分子分析的支持。最近的支序分類學分析亦顯示它們是較鷹形目及隼形目古老的分支，但較新大陸禿鷲遲分支出來。Eremopezus有時會被認為是蛇鷲的早期親屬，但由於只發現零碎的化石，所以不能確定。與蛇鷲有關最古老的化石要算是Pelargopappus，其下的兩個物種是屬於漸新世及中新世的，但卻是在法國發現。Pelargopappus的化石很像鷹形目的腳，這有可能就是科內的原始特徵。不過，Pelargopappus卻不被認同是蛇鷲的祖先。
蛇鷲之所謂秘書鳥，是因其冠像以往秘書把羽毛筆放在耳上的姿態。另一說法是指英文「秘書」一詞是來自阿拉伯文「獵鳥」的法文訛用。其屬名是拉丁文「射手」的意思，可能是與它們冠上羽毛與箭上羽毛相似有關；種小名則是與它們具有獵食爬行類的能力有關。

## 生物學

### 特徵

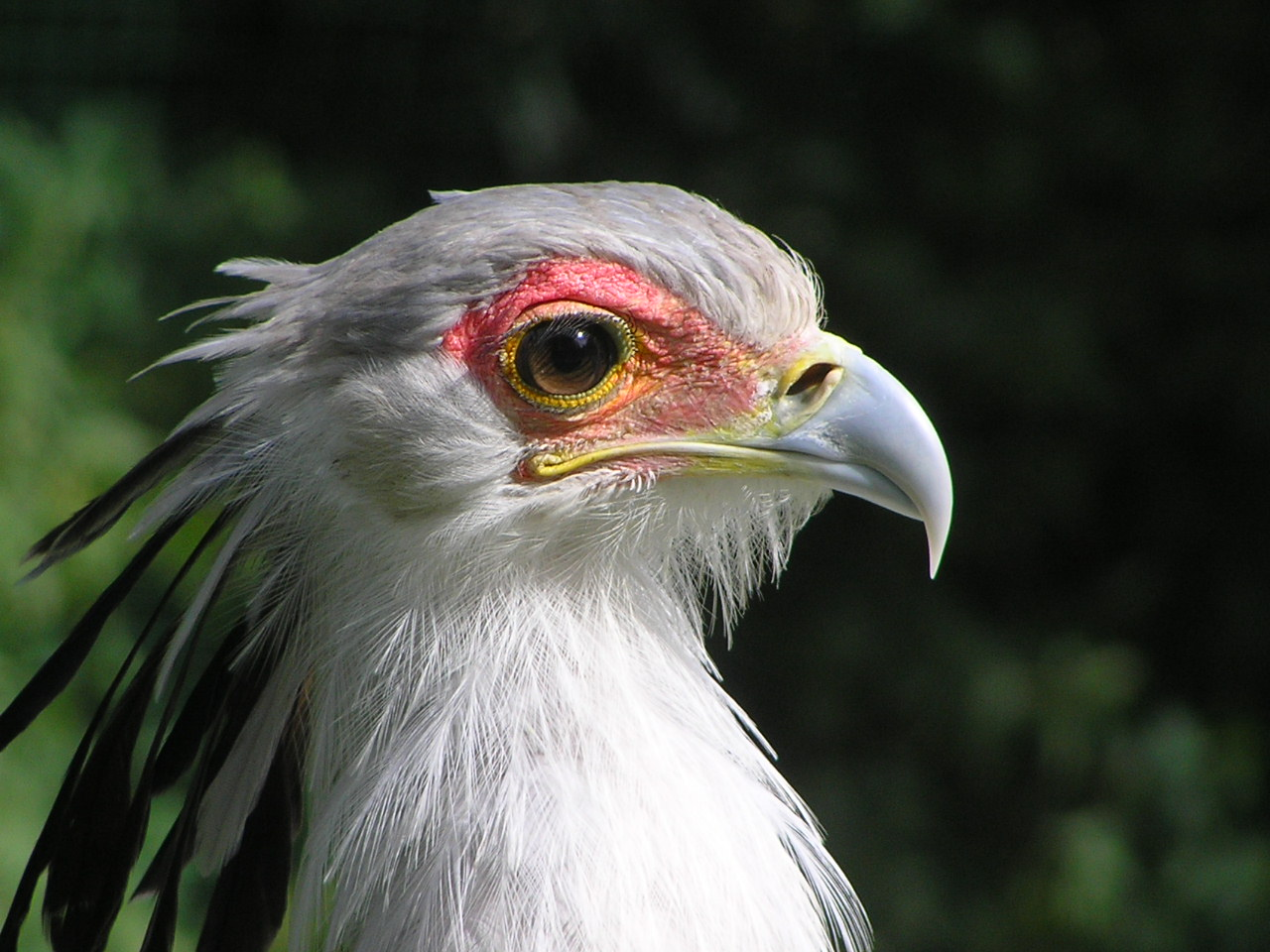
蛇鷲的頭部特寫

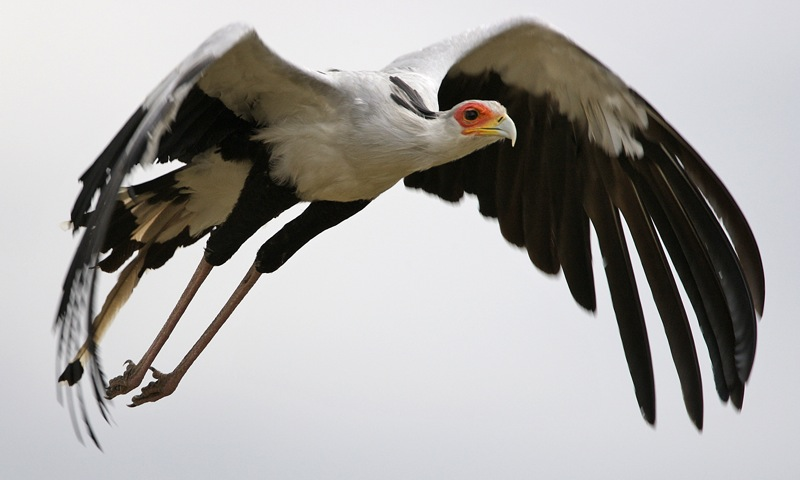
飛行中的蛇鷲，攝於肯亞馬賽馬拉

蛇鷲的身體像鷹，腳像鶴。它們高約1.3米，長1.4米。喙呈鉤狀，雙翼很圓。它們重3.3公斤，翼展逾2米。由於它們的腳及尾巴都很長，故較其他日間出沒的猛禽要長要高。頸部並不很長，只可以跗骨間關節伏下，所以它們必須要蹲下才可以喝水。
從遠處看或是在飛行時的蛇鷲外觀像鶴多於猛禽。其尾巴上有兩條特長的羽毛，於飛行時比雙腳更長。它們的飛羽及大腿都是黑色的，大部份的底部都是灰色或白色的。雄鳥及雌鳥相似，只有少許的兩性異形，即雄鳥頭上的羽毛及尾羽較長。成鳥的面部沒有羽毛及呈紅色，但幼鳥的面部卻是黃色的。

### 棲息地
蛇鷲是撒哈拉以南非洲的特有種，並且是留鳥，只會因食物供應而作出適量遷徙。它們分佈自塞內加爾至索馬里及南至好望角。它們會在不同海拔的環境出沒，包括海岸平原至高原等地。它們較為喜歡廣闊的草原及大草原，而非遮掩它們的森林及密林。雖然它們會在金合歡樹上過夜，但日間多會留在地上。

### 食性
蛇鷲主要是陸生的，與卡拉卡拉鷹一樣是以雙腳來獵食。成鳥是成對或有時以小群一同獵食，它們會在棲息地來回踱步尋找獵物。獵物包括昆蟲、兔、蜥蜴、蛇、鼠、蛙、幼鳥及鳥蛋，有時甚至會吃動物屍體。它們通常不會獵食大型草食性動物，但也有指它們曾殺死幼瞪羚。
雄鳥及雌鳥會反芻昆蟲來餵給幼鳥吃，後來則會反芻細小哺乳動物及爬行類到巢中讓幼鳥自己吃。這些反芻的食物都會儲藏在成鳥的嗉囊。
蛇鷲有兩種覓食的手法。它們會追著獵物以喙攻擊，或是踩著獵物令其暈眩後直接吞下。從後者研究可以幫助重組500萬年前駭鳥的覓食方法。
蛇鷲的生態位像南亞及東南亞的孔雀、北美洲及中美洲的走鵑和南美洲的叫鶴。

### 繁殖

#### 交配

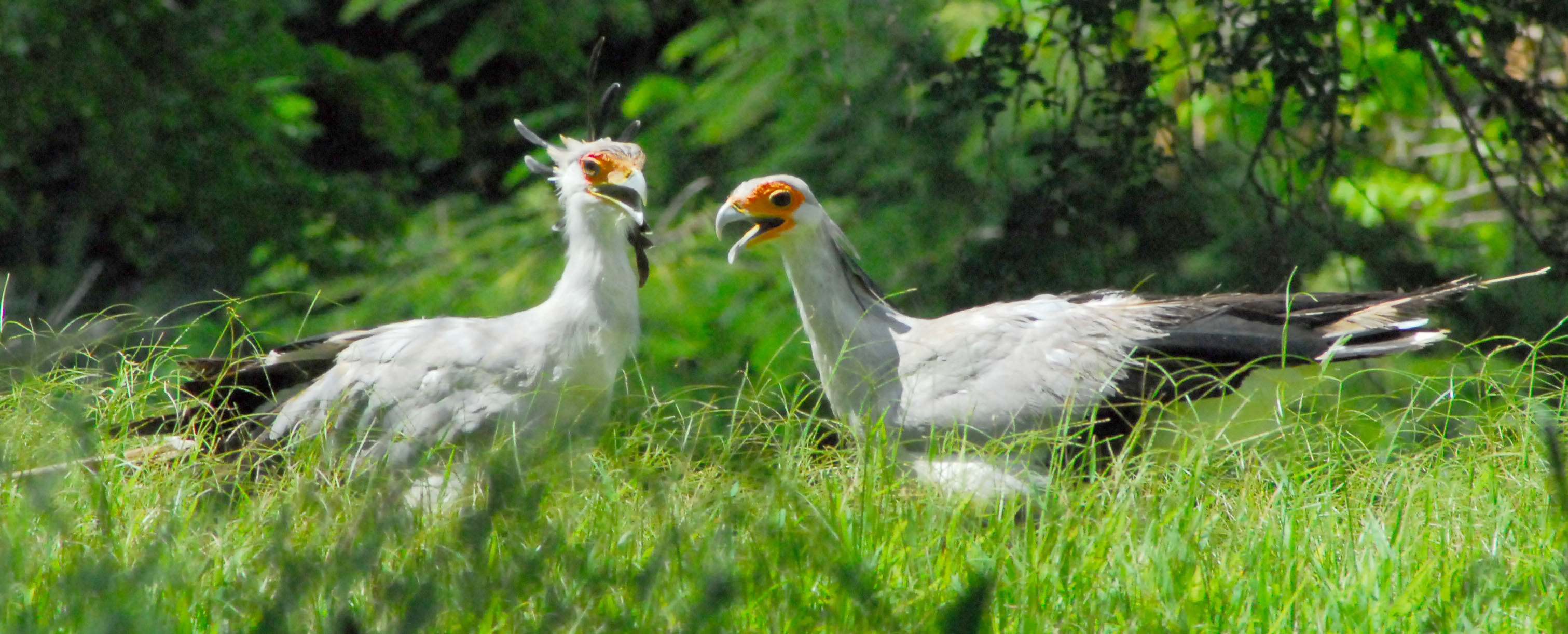
一對蛇鷲

蛇鷲是一夫一妻制的。在示愛時，它們會一邊高飛低飛，一邊以喉音尖叫。雄鳥及雌鳥也會在地上互相追逐來示愛。它們一般會在地上交配，但也有時會在金合歡樹上交配。

#### 餵養
蛇鷲會將鳥巢築在金合歡樹上的5-7米高處。雄鳥及雌鳥會留在築巢的地方接近半年，直至生蛋為止。鳥巢約闊2.5米及深30厘米，是以樹枝築成的。
蛇鷲每次會生2-3隻蛋，蛋呈卵狀及淡綠色。孵蛋主要是由雌鳥負責，孵化期為45日。它們是兼性自相殘殺的。不過也有指雛鳥們是不會互相殘殺的，認為最幼小的死亡很有可能是因飢餓所致。
雛鳥40天大後就可以自行吃食，但雙親此時也會繼續餵養它們。到了60天大，幼鳥就會開始拍動雙翼，65-80天大就會換羽。幼鳥此後會跟隨雙親學習如何獵食，期後就會獨立。

## 與人類關係

### 文化
由於蛇鷲突出的外表及處理害蟲和蛇的能力，它們在非洲一直都被受推崇。基於這個原因，以往並沒有獵殺蛇鷲，不過這正在改變。
南非及蘇丹的紋章上也有使用蛇鷲。
蛇鷲一直都是非洲國家郵票的共同主題，約有30個國家超過65個郵票使用蛇鷲作為主題，包括阿吉曼酋長國、麥納麥、馬爾代夫及聯合國。

### 威脅
幼蛇鷲是烏鴉及鳶的獵物。失去棲息地及伐林都是蛇鷲的主要威脅。於1968年，蛇鷲受到《非洲自然和自然資源保護公約》所保護。

## 外部連結
- Cutcaster's Bird Collection[永久]
- Internet Bird Collection （页面存档备份，存于）